# 218P/LINEAR
218P/LINEAR, o anche cometa LINEAR 29, è una cometa periodica appartenente alla famiglia delle comete gioviane.
La sua orbita ha la caratteristica di avere MOID relativamente piccole coi pianeti Giove e Marte: con Giove ha avuto incontri ravvicinati il 31 maggio 1929 durante il quale i due corpi celesti arrivarono a meno di 7 milioni di km di distanza ed il 15 aprile 2012. Con Marte avrà incontri ravvicinati il 16 settembre 2031 ed il 2 agosto 2036; in quest'ultimo incontro i due corpi passeranno a meno di 13 milioni di km di distanza.
I passaggi ravvicinati con il gigante gassoso determinano forti variazioni dei parametri orbitali con uno scambio nei valori di inclinazione ed eccentricità secondo il meccanismo di Kozai: ad esempio a seguito del passaggio del 2012 l'inclinazione scese da circa 18° a circa 3°, mentre l'eccentricità aumentò da circa 0,49 a circa 0,63 avendo come conseguenza un periodo più breve di circa 6 mesi.